# Dvorec Velika vas
Dvorec Velika vas (nemško Grossdorf) je bil dvorec, ki je stal v vasi Velika vas pri Krškem v občini Krško.

## Zgodovina
Dvorec Velika vas je leta 1680 sezidal Janez Gregor pl. Buseth.